# Ступник (Хорватія)
Ступник (хорв. Stupnik) – громада в Загребській жупанії Хорватії.

## Населення
Населення громади за даними перепису 2011 року становило 3 735 осіб. 
Динаміка чисельності населення громади:

## Населені пункти
До громади Ступник входять: 
- Доній Ступник
- Горній Ступник
- Ступницький Обреж

## Клімат
Середня річна температура становить 10,73°C, середня максимальна – 25,26°C, а середня мінімальна – -6,09°C. Середня річна кількість опадів – 924 мм.
| Клімат поселення                              | Клімат поселення | Клімат поселення | Клімат поселення | Клімат поселення | Клімат поселення | Клімат поселення | Клімат поселення | Клімат поселення | Клімат поселення | Клімат поселення | Клімат поселення | Клімат поселення | Клімат поселення |
| Показник                                      | Січ.             | Лют.             | Бер.             | Квіт.            | Трав.            | Черв.            | Лип.             | Серп.            | Вер.             | Жовт.            | Лист.            | Груд.            |                  |
| Середній максимум, °C                         | 6,15             | 8,09             | 12,56            | 17,07            | 22,05            | 25,26            | 24,80            | 24,06            | 19,98            | 14,82            | 8,86             | 5,09             |                  |
| Середня температура, °C                       | 0,03             | 1,97             | 6,42             | 10,93            | 15,92            | 19,13            | 20,93            | 20,17            | 16,09            | 10,93            | 4,97             | 1,20             |                  |
| Середній мінімум, °C                          | −6,09            | −4,15            | 0,30             | 4,81             | 9,80             | 13,02            | 17,06            | 16,29            | 12,21            | 7,05             | 1,10             | −2,67            |                  |
| Норма опадів, мм                              | 51               | 49               | 61               | 67               | 79               | 99               | 87               | 92               | 92               | 91               | 90               | 66               |                  |
| Середньомісячна швидкість вітру, м/с          | 1.60             | 1.80             | 2.20             | 2.10             | 2.00             | 1.80             | 1.70             | 1.60             | 1.50             | 1.60             | 1.70             | 1.62             |                  |
| Середньомісячна сонячна радіація, кДж/м²·день | 4107             | 6854             | 10454            | 14910            | 19006            | 20807            | 21752            | 19002            | 13946            | 8613             | 4529             | 3323             |                  |
| --------------------------------------------- | ---------------- | ---------------- | ---------------- | ---------------- | ---------------- | ---------------- | ---------------- | ---------------- | ---------------- | ---------------- | ---------------- | ---------------- | ---------------- |
| Джерело:                                      |                  |                  |                  |                  |                  |                  |                  |                  |                  |                  |                  |                  |                  |